# EMD
EMD (англ. Emerin) – білок, який кодується однойменним геном, розташованим у людей на довгому плечі X-хромосоми. Довжина поліпептидного ланцюга білка становить 254 амінокислот, а молекулярна маса — 28 994.
| 10         |  | 20         |  | 30         |  | 40         |  | 50         |
| ---------- |  | ---------- |  | ---------- |  | ---------- |  | ---------- |
| MDNYADLSDT |  | ELTTLLRRYN |  | IPHGPVVGST |  | RRLYEKKIFE |  | YETQRRRLSP |
| PSSSAASSYS |  | FSDLNSTRGD |  | ADMYDLPKKE |  | DALLYQSKGY |  | NDDYYEESYF |
| TTRTYGEPES |  | AGPSRAVRQS |  | VTSFPDADAF |  | HHQVHDDDLL |  | SSSEEECKDR |
| ERPMYGRDSA |  | YQSITHYRPV |  | SASRSSLDLS |  | YYPTSSSTSF |  | MSSSSSSSSW |
| LTRRAIRPEN |  | RAPGAGLGQD |  | RQVPLWGQLL |  | LFLVFVIVLF |  | FIYHFMQAEE |
| GNPF       |  |            |  |            |  |            |  |            |

A: Аланін

C: Цистеїн

D: Аспарагінова кислота

E: Глутамінова кислота

F: Фенілаланін

G: Гліцин

H: Гістидин

I: Ізолейцин

K: Лізин

L: Лейцин

M: Метіонін

N: Аспарагін

P: Пролін

Q: Глутамін

R: Аргінін

S: Серин

T: Треонін

V: Валін

W: Триптофан

Кодований геном білок за функцією належить до фосфопротеїнів. 
Задіяний у такому біологічному процесі, як ацетилювання. 
Білок має сайт для зв'язування з молекулою актину. 
Локалізований у ядрі, мембрані.